# Nnavy
NNAVY est le nom de scène d'une auteur-compositrice-interprète suisse de musique soul et R'n'B, née le 6 juillet 1998 à Lausanne.

## Biographie
Florine Gshaza naît le 6 juillet 1998 à Lausanne, dans le canton de Vaud. Elle a deux frères aînés. Leur père, électronicien, et leur mère, écrivain, sont tous deux originaires du Burundi.
Elle grandit à Lausanne.
Après sa maturité au gymnase du Bugnon, elle obtient en 2024 un master en psychologie de l’enfant et de l’éducation à l'Université de Lausanne,en 2024.

## Parcours artistique
Elle commence à jouer au piano à 6 ans et prend des cours dès cet âge à l'École de musique de Lausanne.
Elle publie en 2018 sur Instagram sa première vidéo de reprises de chansons enregistrés au piano, prenant pour la première fois le nom de scène NNAVY, bleu marine en français. Elle déclare que son nom d'artiste « représente mon état d’esprit lorsque j’écris : la solitude, la mélancolie. Mais le bleu marine, c’est aussi l’océan, le ciel, un champ des possibles infini ».
Elle chante en été 2021 sur la scène du Montreux Jazz Festival, puis en été 2023 en ouverture de Lionel Richie. Elle se produit en 2024 au Cully Jazz Festival,.
Elle est la première artiste suisse signée sur la plateforme berlinoise Colors.

### Style
Elle a une voix puissante, un timbre feutré et une grande présence scénique.
Elle chante en anglais.

## Distinction
- 2023 : révélation musicale romande de l'année aux Tataki awards[9]

## Discographie
- 2024 : Closer (EP), avec Karun (en), Msaki (en) et Hendrick Sam, Phonag Records (en)[10],[11].
- 2023 : No Promises (EP).
- 2021 : In good Company (EP).
- 2020 : Blue (EP)[12].